# Marinestützpunkt Eckernförde
Der Marinestützpunkt Eckernförde (Kranzfelder-Hafen) befindet sich in Schleswig-Holstein in der Küstenstadt Eckernförde im Stadtteil Louisenberg. Nach Alfred Kranzfelder benannt ist der zum Marinestützpunkt gehörende Kranzfelder-Hafen. Er ist der einzige Tiefwasserhafen (bis 17,5 Meter an der östlichen Außenmole) der Deutschen Marine an der Ostsee.

## Geschichte
Ab dem 1. April 1957 existierte die Außenstelle Eckernförde vom Marinestützpunktkommandos Kiel. Zum 1. Juli 1985 wurde diese Außenstelle zum Marinestützpunkt Eckernförde. Vom 1. Oktober 1994 bis 1. Oktober 2001 war die Unterstellung unter das Marineabschnittskommandos Nord und ging danach an das Marinestützpunktkommando Kiel über.

## Dienststellen
Der Marinestützpunkt Eckernförde beheimatet zahlreiche militärische und zivile Dienststellen der Bundeswehr:
Marine
- Marinestützpunktkommando Eckernförde[3]
- 1. Ubootgeschwader (1. UG)[3]
- Ausbildungszentrum Uboote (AZU)[3]
- Seebataillon (SeeBtl)
- Kommando Spezialkräfte der Marine (KSM)[3]
- Marineunterstützungskommando,[4] ehemaliges Kommando für Truppenversuche der Marine[5]
- Zentrum Einsatzprüfung
- Hydroakustisches Analysezentrum der Marine
- Marineamt Abteilung Marinerüstung/Marinelogistik Dezernat Sofortinstandsetzung Eckernförde
- Maritimes Unterstützungszentrum
- Mehrzweckboot Stollergrund
- Personalwerbe- und Entwicklungstrupp Dienstort Eckernförde
- Pressestelle Einsatzflottille 1 Außenstelle Eckernförde
- Schulboot Langeoog
- Taucherübungshalle

weitere Dienststellen
- Sanitätsversorgungszentrum Eckernförde (Teileinheit des Sanitätsunterstützungszentrum Kiel) des Zentralen Sanitätsdienstes der Bundeswehr
- Sanitätseinsatzgruppe
- Bundeswehrfeuerwehr Eckernförde des Bundesamtes für Infrastruktur, Umweltschutz und Dienstleistungen der Bundeswehr
- Wehrtechnische Dienststelle für Schiffe und Marinewaffen, Maritime Technologie und Forschung (WTD 71) des Bundesamtes für Ausrüstung, Informationstechnik und Nutzung der Bundeswehr
  - Forschungsschiff Kl. 751 Planet
  - Zentrum für Seeminenabwehr (GF 430)
  - Unterwasserdetonik, Waffenwirkung, Schieß- und Sprengerprobung (GF 440)
- Ausbildungseinrichtung Zivilberufliche Aus- und Weiterbildung Eckernförde
- Ausrüstungszentrum
- BWI Informationstechnik GmbH SC Kiel VOS Eckernförde 2
- Lotse für Einsatzgeschädigte Dienstort Eckernförde
- Truppenpsychologe Dienstort Eckernförde
- Unterstützungspersonal Standortältester Eckernförde

## Kranzfelder-Hafen

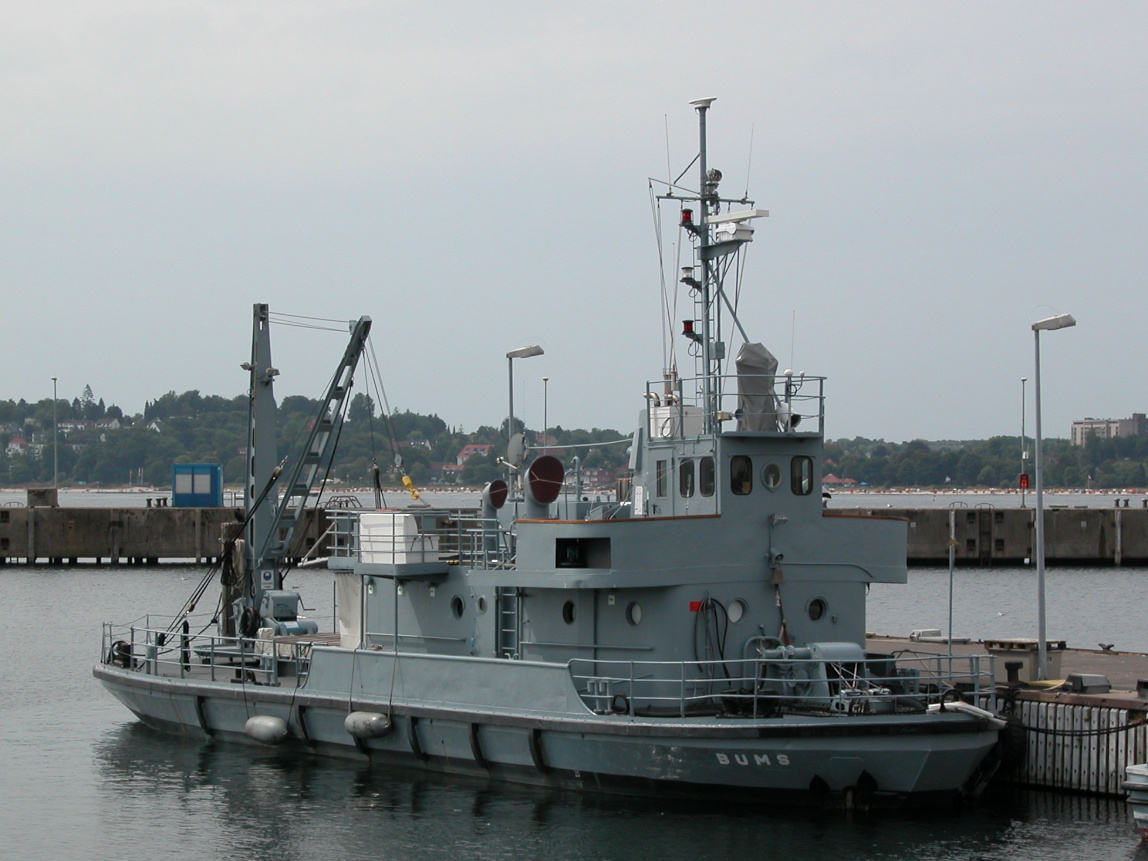
Die Messschute Y 1689 „Bums“ der WTD

Das Stützpunktgelände ist zweigeteilt. Der westliche Teil gehört zur Wehrtechnischen Dienststelle 71 (WTD), im zugehörigen Hafenteil sind die Erprobungsschiffe beheimatet. Im östlichen Teil ist der eigentliche Marinestützpunkt untergebracht.

## Flotte

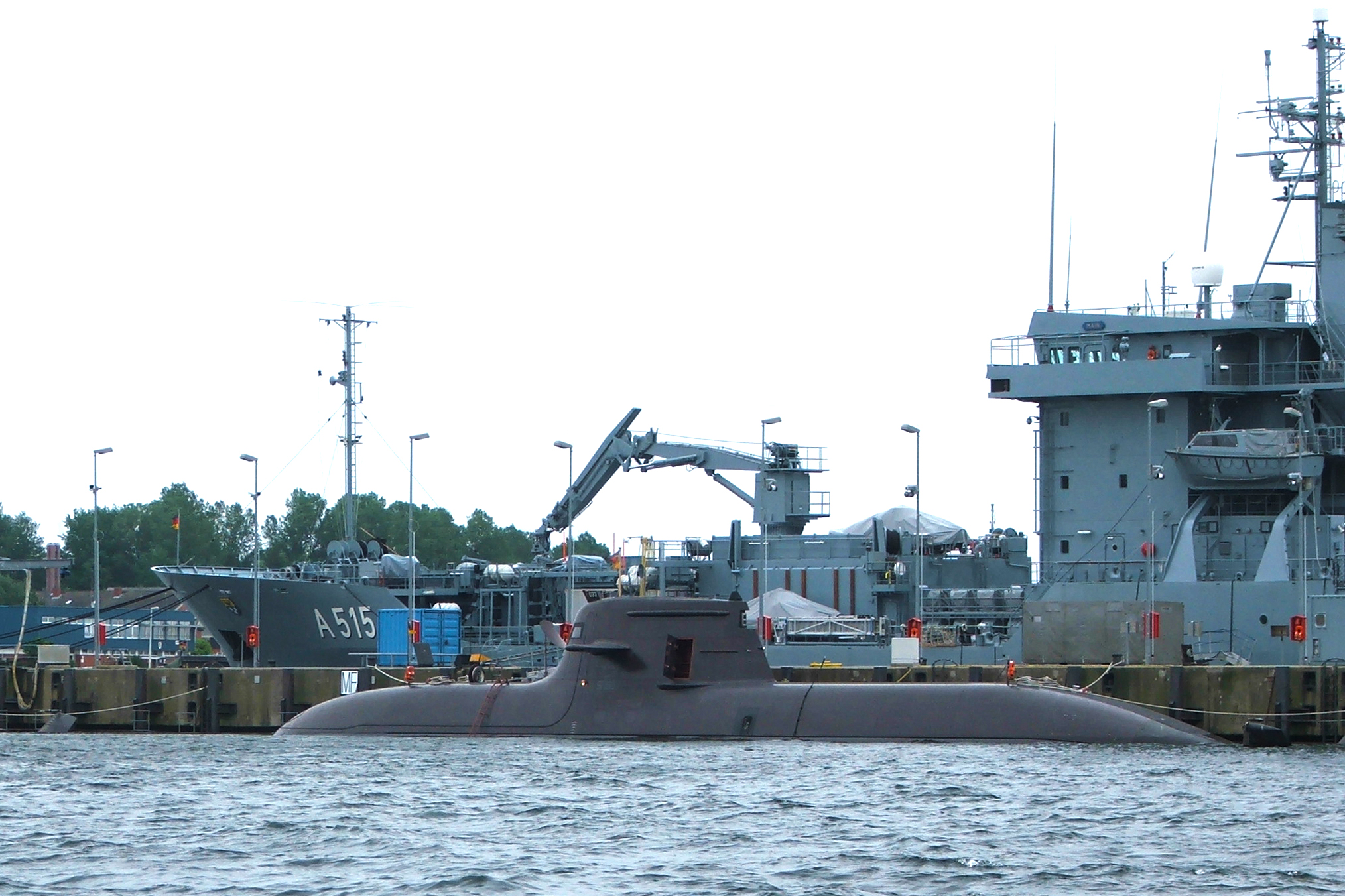
U-Boot im Kranzfelder-Hafen

Im Marinestützpunkt Eckernförde sind die Uboote der Klasse 212 A, die Flottendienstboote der Oste-Klasse und der Tender Main der Elbe-Klasse beheimatet.

## Entwicklung
Im März 2013 wurde der Hafen Eckernförde infolge der fehlenden  Gebrauchsfähigkeit wesentlicher Teile der Infrastruktur teilweise geschlossen. Nachdem die Zuständigkeit gewechselt hatte und im Bereich der neuen Zuständigkeit ein Qualifikationsmangel zur Instandhaltung von Häfen vorlag, fehlten über Jahre Instandhaltungsmaßnahmen, so dass das Flottenkommando die Sperrung des Eckernförder Hafens vornahm.
Am 31. August 2013, als nach monatelangen Gerangel die Zuständigkeiten geklärt waren, wurde eine Investitionssumme von 145 Millionen Euro bis ins Jahr 2019 bekannt gegeben. Weiterhin sollen bis 2017 die 700 Personen der Marineschutzkräfte von der Preußer-Kaserne in den Stützpunkt umziehen. Das bedingt die rechtzeitige Fertigstellung der Quartiere und Infrastruktur, deren Kosten in der genannten Investitionssumme eingeplant sind.
Im Januar 2014 trat in Eckernförde die erste Frau der Bundeswehr ihren Dienst auf der Brücke eines U-Bootes an.
Am 16. Juli 2014 besuchte Bundesverteidigungsministerin Ursula von der Leyen den Standort und gab angesichts des maroden Zustands der Unterkünfte bekannt, dass der Investitionsstau bis Ende des Jahres aufgelöst werden soll.
Bei einem erneuten Besuch der Bundesverteidigungsministerin Ursula von der Leyen mit ihrer norwegischen Amtskollegin Ine Marie Eriksen Søreide am 22. August 2017 kündigte sie ein weiteres Wachsen des zu diesem Zeitpunkt rund 3000 Dienstposten umfassenden Stützpunktes um etwa 400 Dienstposten an. Dadurch soll die Preußer-Kaserne weitergenutzt werden. In den kommenden Jahren sollten weitere 260 Mio. Euro in den Ausbau und die Sanierung des Stützpunktes investiert werden.
Zudem soll die derzeit sechs Boote umfassende deutsche U-Boot-Flotte um weitere zwei Schiffe erweitert werden. Von einem sechs identische U-Boote umfassenden Auftrag auf der Werft ThyssenKrupp Marine Systems sollen Mitte der 2020er-Jahre vier für Norwegen und zwei für Deutschland gebaut werden.
Im Verlaufe des Jahres 2024, soll die Taucherübungshalle des Marinestützpunktes wieder in Betrieb genommen werden, nachdem sie für mehrere Jahre saniert wurde. Somit soll die Hallenausbildung der Minentaucher und Kampfschwimmer am eigenen Standort wieder ermöglicht werden. 
Geplant ist zudem, dass auf dem Gelände der Hindernisbahn ein neues Schießausbildungszentrum für das Kommando Spezialkräfte der Marine erbaut wird. Dadurch wird ab 2025 kein Spitzensport mehr am Marinestützpunkt Eckernförde möglich sein.
In Zukunft werden weitere 500 Mio. Euro in den Stützpunkt investiert, wobei der Schwerpunkt auf den Pieranlagen und einer verbesserten Infrastruktur für die neuen U-Boote liegt, welche gemeinsam mit Norwegen beschafft werden.